# Mind Field
Pour les articles homonymes, voir Mindfield et Mindfields.
 (février 2018).
Mind Field (jeu de mots entre Minefield et Mind) est une série télévisée américaine produite exclusivement pour YouTube Premium, créée et présentée par Michael Stevens, créateur de la chaîne YouTube Vsauce. Les deux premiers épisodes ont été diffusés sur la chaîne principale Vsauce le 18 janvier 2017, suivis d'épisodes hebdomadaires jusqu'au 1er mars 2017. La deuxième saison a commencé le 6 décembre 2017.
Le 16 juillet 2018, Stevens a révélé qu'une troisième saison avait été commandée lors d'un appel à casting via les réseaux sociaux.
Michael Stevens a officiellement dévoilé l'émission en diffusant une bande-annonce sur la chaîne Vsauce le 11 janvier 2017, une semaine avant la première de la série.
Le format de la série s'inspire grandement de Vsauce, où Stevens y présente des épisodes de type documentaire mettant l’accent sur des aspects intéressants du comportement humain, en particulier du cerveau et des influences de la conscience. Chaque épisode contient une expérience, à laquelle participent soit des volontaires soit Stevens lui-même, qui se rapporte au sujet de l'épisode. Par exemple, dans le premier épisode, Stevens s'enferme dans une pièce vide pendant trois jours afin d'étudier les effets de l'isolement cellulaire sur le cerveau.
Les trois saisons de huit épisodes sont toutes diffusées,,.

## Épisodes

### Saison 1 (2017)

#### Épisode 1 Isolation
Stevens explore les effets de l'isolement et de l'ennui sur le cerveau en s'enfermant trois jours dans une pièce constamment éclairée et sans stimuli extérieur. Cet épisode est disponible gratuitement.

#### Épisode 2 Conformity
Stevens explore l’instinct humain de se conformer et de s'adapter à la foule en réalisant une expérience sur des groupes de personnes dans laquelle tout le monde donne la mauvaise réponse aux questions posées, sauf une qui n'est pas au courant de ce qui se passe.

#### Épisode 3 Destruction
Stevens essaie de démontrer que détruire des choses peut calmer une personne. Pour cela il va énerver des sujets, puis leur donner des choses à détruire, et va les comparer avec un groupe n'ayant rien eu à détruire.

#### Épisode 4 Artificial Intelligence
Stevens tente de savoir où se situe la frontière entre l’intelligence réelle et artificielle.

#### Épisode 5 Freedom of Choice
Stevens est accompagné de Moran Cerf, Dianna Cowern et Derek Muller pour déterminer si nous avons vraiment le contrôle sur nos propres pensées et actions, ou si quelqu'un ou quelque chose d'autre tire les ficelles.

#### Épisode 6 Touch
Stevens examine si c'est vraiment notre corps ou notre esprit qui déterminent la façon dont nous interprétons et ressentons les sensations.

#### Épisode 7 In Your Face
Stevens explore les effets des expressions faciales sur les interactions avec les autres et sur soi, et détermine si l'humeur influence les expressions faciales ou l'inverse.

#### Épisode 8 Do You Know Yourself?
Stevens examine à quel point la perception que l'on a de soi est erronée en montrant que nos souvenirs et notre passé peuvent être facilement manipulés.

### Saison 2 (2017-18)

#### Épisode 1 The Greater Good
Stevens réalise une expérience basée sur le dilemme du tramway. Il va pour cela monter une expérience où le sujet testé devra prendre la décision d'appuyer sur un bouton pour dévier un train et ainsi sauver une personne ou ne rien faire et laisser le train percuter la personne. Cet épisode est disponible gratuitement.

#### Épisode 2 The Psychedelic Experience
Stevens se rend dans la jungle amazonienne du Pérou pour expérimenter les effets psychédéliques du breuvage Ayahuasca sur l'esprit.

#### Épisode 3 Interrogation
Stevens consulte des experts sur le sujet de l'interrogatoire et de la manipulation.

#### Épisode 4 Your Brain on Tech
Stevens participe à une étude inédite à l'université de Californie à Irvine, au cours de laquelle des scientifiques testent l'effet des jeux vidéo 3D sur la mémoire spatiale.

#### Épisode 5 How to Make a Hero
Stevens étudie la façon dont les gens réagissent aux ordres ou aux tâches contraires à l'éthique et teste ensuite des élèves ayant participé au programme Heroic Imagination Project sur l'héroïsme et sur l'effet du témoin.

#### Épisode 6 The Power of Suggestion
Stevens participe à l’étude inédite menée par l’université McGill sur un placebo assisté par accessoire. Cette méthode consiste, dans cet épisode, à faire passer un scanner éteint à des enfants conscients que la machine est éteinte et à utiliser l'influence de l'environnement, des phrases employées pour engendrer une guérison de type placebo. L'influence ainsi obtenu est appelé Neuroenhancement.

#### Épisode 7 Divergent Minds
Stevens discute avec Derek Paravicini, un pianiste savant, et explore comment des lésions cérébrales peuvent mener à des découvertes sur le fonctionnement du cerveau.

#### Épisode 8 The Electric Brain
Stevens étudie l'effet de l'électricité sur le cerveau et comment il peut aider les patients paralysés à retrouver mobilité et communication.

### Saison 3 (2018-19)

#### Épisode 1 The Cognitive Tradeoff Hypothesis
Stevens rend visite à Tetsurō Matsuzawa pour parler de son hypothèse de compromis cognitif. Cette hypothèse tente d'établir une causalité entre la capacité d'établir un langage complexe et la perte de capacité cognitive telle que la rapidité à visualiser et à mémoriser des nombres sur un écran. Cet épisode est disponible gratuitement.

#### Épisode 2 Moral Licensing
Stevens explore comment nos décisions morales sont influencées par des facteurs dont nous ne sommes pas conscients.

#### Épisode 3 The Stilwell Brain
Stevens se rend dans sa ville natale de Stilwell, Kansas pour reproduire les opérations effectuées par le cerveau pour traiter une image. Il fait appel à une centaine de volontaires pour déterminer un numéro pixelisé et observé par une rangée d'une vingtaine de personnes n'ayant accès qu'à un pixel blanc ou noir chacun.

#### Épisode 4 The Stanford Prison Experiment
Stevens remet en cause la conclusion de l'expérience de Stanford, conduite par Philip Zimbardo, qui stipule que l'environnement peut transformer des sujets en tortionnaire. Sa principale critique vise à montrer que des erreurs méthodologiques on put induire les comportements observés. Cet épisode est disponible gratuitement.

#### Épisode 5 Should I Die?
Stevens s'entretient avec un entrepreneur de pompes funèbres et une activiste de la positivité de la mort Caitlin Doughty. Il visite un centre cryogénique qui propose à ses clients de conserver leur corps entier ou uniquement leur cerveau dans l'espoir que la science puisse un jour les ramener à la vie.

#### Épisode 6 How to Talk to Aliens
Stevens se questionne sur la meilleure façon d'envoyer et de rédiger un message à destination d'extra-terrestres. Il réunit un groupe hétérogène d'intellectuels pour tester leurs capacités à déchiffrer un tel message.

#### Épisode 7 Behavior and Belief
Stevens réalise une expérience de type boîte de Skinner version humaine, afin de découvrir si les sujets vont développer des croyances superstitieuses infondées dans la mesure où leurs agissements n'influencent en rien la remise d'une récompense. Il réalise dans une seconde partie un exorcisme inversé, exploitant le pouvoir de la conviction pour convaincre les sujets qu'un esprit a possédé leur corps.

#### Épisode 8 Mind Reading
Stevens explore la science derrière la lecture de pensées dans la vie réelle. Un chercheur tentera de reconstituer des images de sa mémoire. Stevens se rend ensuite au Japon pour rencontrer un scientifique qui tente de prédire le contenu des rêves de personnes.